# Estradiol
Ne doit pas être confondu avec estriol ou œstriol.
L'estradiol ou œstradiol (à ne pas confondre avec l'œstriol ou estriol qui est un autre œstrogène) est un dérivé naturel du métabolisme du cholestérol via la testostérone qui est nécessaire au maintien de la fertilité et des caractères sexuels secondaires chez les femelles des mammifères dont la femme.

Une production endogène d'œstradiol (17β-estradiol ou « E2 ») existe aussi dans le cortex visuel du cerveau, dans le cortex visuel primaire, avec des récepteurs situés dans la même région, dont la fonction n'est pas encore comprise. Cet estrogène affecte le traitement perceptif des indices visuels.
Dans l'environnement (où il peut être présent en tant que résidu de médicament humain ou vétérinaire), en tant que perturbateur endocrinien, il devient potentiellement polluant. 
Le 12 août 2013, le Parlement Européen et le Conseil ont adopté la directive 2013/39/UE modifiant la directive-cadre sur l'eau imposant que ce produit (de même que le 17-alphaéthinylestradiol et le diclofénac) soit surveillé et contrôlé dans les eaux de surface européennes afin d'acquérir plus de données sur sa présence et sa cinétique environnementale, dans l'éventualité d'être intégré lors de la prochaine révision dans la liste des substances prioritaires à surveiller.

## Fonction hormonale
Chez les humains, c'est l'œstrogène primaire. Ses fonctions et effets impliquent entre autres :
- Influence la distribution des cellules adipeuses sur le corps chez la femme.
- Développement et maintien du sein.
- Apport de lipides aux seins, hanches, cuisses lors de la puberté.
- Amélioration de la force et de la densité osseuses.
- Aide à la croissance par accélération de la maturation osseuse et clôture des épiphyses.
- Croissance de l'utérus.
- Développement de l'endomètre jusqu'à l'épaisseur compatible avec la grossesse et les règles.
- Développement et maintien de l'épaisseur de la muqueuse et des sécrétions vaginales.
- Chez les deux sexes : rétroaction primaire dans le cerveau en ce qui concerne les taux d'hormones sexuelles.

## Généralités chez l'humain

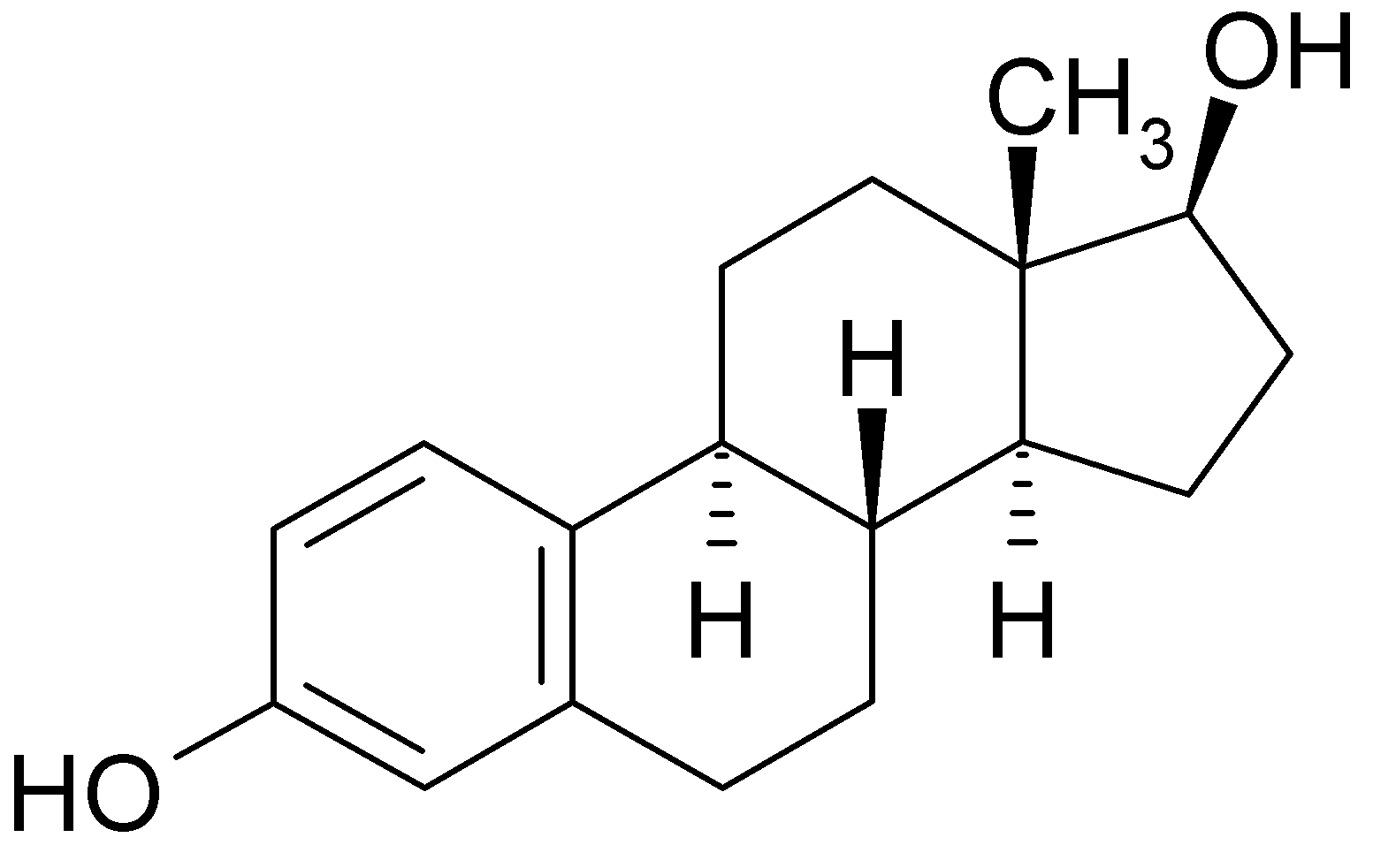
Formule chimique de l'Estradiol.

L'estradiol (ancienne graphie : œstradiol; plus précisément : 17β-estradiol) est une hormone sexuelle. L'estradiol s'abrège en E2, car il possède 2 groupes hydroxyles dans sa structure moléculaire. L'estrone en a un (E1) et l'estriol en possède trois (E3).

L'estradiol est environ 10 fois plus efficace que l'estrone et environ 80 fois plus efficace que l'estriol en ce qui concerne les effets estrogéniques.
Elle peut également faire partie des hormones administrées durant la transition médicale chez les femmes trans.

### Chez la femme
Il est sécrété par ses ovaires à partir de la puberté en réponse à deux hormones, la FSH et la LH. À l'exception de la période du début de la phase folliculaire du cycle menstruel, son taux dans le sérum est légèrement plus élevé que celui de l'estrone durant les années reproductives des femmes, avec un fort pic lors de la phase ovulatoire. Par conséquent, il s'agirait de l'estrogène prédominant lors des années reproductives, autant en termes de taux absolus dans le sérum qu'en termes d'activité estrogénique[réf. souhaitée].
Après la ménopause, le taux d'estradiol circulant diminue fortement, se situant généralement à un taux moindre que celui de l'estrone, avec de très fortes variabilités interpersonnelles.
Lors des grossesses, le taux d'estradiol sérique augmente très fortement tout au long de la grossesse, pour atteindre des taux se situant entre 7 000 et plus de 30 000 pg/ml; par ailleurs, c'est l'estriol qui est l'estrogène circulant prédominant en termes de taux sériques .

### Chez l'homme
L'estradiol est également présent chez l'homme en tant que produit métabolique actif de la testostérone, à partir du CYP19 (Cytochrome P 19). Le taux d'estradiol dans le sérum d'individus masculins varie de 14 à 55 picogrammes/mL), un taux comparable à celui d'une femme ménopausée (< 35 pg/mL).

### Pour les deux sexes
In vivo, l'estradiol et l'estrone sont interconvertibles; la conversion de l'estradiol en estrone est préférée et favorisée. L'estradiol a non seulement des effets cruciaux sur le fonctionnement reproductif et sexuel, mais il affecte aussi d'autres organes, dont les os et le cortex visuel, qui en serait producteur (fonction encore mal comprise).

## Dans l'élevage
C'est une hormone de croissance artificielle, son usage à ce titre est interdit dans l'Union europeenne qui interdit l'importation d'animaux auxquels elle a été administrée.